# Bom Sucesso do Sul
Bom Sucesso do Sul är en kommun i Brasilien.   Den ligger i delstaten Paraná, i den södra delen av landet, 1 300 km söder om huvudstaden Brasília. Antalet invånare är 3 296. Arean är 195 kvadratkilometer.
Terrängen i Bom Sucesso do Sul är huvudsakligen platt, men norrut är den kuperad.
Trakten runt Bom Sucesso do Sul består till största delen av jordbruksmark. Runt Bom Sucesso do Sul är det glesbefolkat, med 8 invånare per kvadratkilometer.